# Cantone di Oña
Il Cantone di Oña è un cantone dell'Ecuador che si trova nella Provincia di Azuay.
Il capoluogo del cantone è Oña.